# Distribució normal-inversa-Wishart
En la teoria i l'estadística de la probabilitat, la distribució normal-inversa-Wishart (o distribució gaussiana-inversa-Wishart) és una família multivariada de quatre paràmetres de distribucions de probabilitat contínues. És l'a priori conjugat d'una distribució normal multivariant amb mitjana desconeguda i matriu de covariància (la inversa de la matriu de precisió).

## Definició
Suposant
{\displaystyle {\boldsymbol {\mu }}|{\boldsymbol {\mu }}_{0},\lambda ,{\boldsymbol {\Sigma }}\sim {\mathcal {N}}\left({\boldsymbol {\mu }}{\Big |}{\boldsymbol {\mu }}_{0},{\frac {1}{\lambda }}{\boldsymbol {\Sigma }}\right)}
té una distribució normal multivariant amb mitjana {\displaystyle {\boldsymbol {\mu }}_{0}} i matriu de covariància {\displaystyle {\tfrac {1}{\lambda }}{\boldsymbol {\Sigma }}}, on
{\displaystyle {\boldsymbol {\Sigma }}|{\boldsymbol {\Psi }},\nu \sim {\mathcal {W}}^{-1}({\boldsymbol {\Sigma }}|{\boldsymbol {\Psi }},\nu )}
té una distribució de Wishart inversa. Aleshores {\displaystyle ({\boldsymbol {\mu }},{\boldsymbol {\Sigma }})} té una distribució normal-inversa-Wishart, denotada com
{\displaystyle ({\boldsymbol {\mu }},{\boldsymbol {\Sigma }})\sim \mathrm {NIW} ({\boldsymbol {\mu }}_{0},\lambda ,{\boldsymbol {\Psi }},\nu ).}

## Caracterització

### Funció de densitat de probabilitat
{\displaystyle f({\boldsymbol {\mu }},{\boldsymbol {\Sigma }}|{\boldsymbol {\mu }}_{0},\lambda ,{\boldsymbol {\Psi }},\nu )={\mathcal {N}}\left({\boldsymbol {\mu }}{\Big |}{\boldsymbol {\mu }}_{0},{\frac {1}{\lambda }}{\boldsymbol {\Sigma }}\right){\mathcal {W}}^{-1}({\boldsymbol {\Sigma }}|{\boldsymbol {\Psi }},\nu )}
La versió completa del PDF és la següent:
{\displaystyle f({\boldsymbol {\mu }},{\boldsymbol {\Sigma }}|{\boldsymbol {\delta }},\gamma ,{\boldsymbol {\Psi }},\alpha )={\frac {\gamma ^{D/2}|{\boldsymbol {\Psi }}|^{\alpha /2}|{\boldsymbol {\Sigma }}|^{-{\frac {\alpha +D+2}{2}}}}{(2\pi )^{D/2}2^{\frac {\alpha D}{2}}\Gamma _{D}({\frac {\alpha }{2}})}}{\text{exp}}\left\{-{\frac {1}{2}}Tr({\boldsymbol {\Psi \Sigma }}^{-1})-{\frac {\gamma }{2}}({\boldsymbol {\mu }}-{\boldsymbol {\delta }})^{T}{\boldsymbol {\Sigma }}^{-1}({\boldsymbol {\mu }}-{\boldsymbol {\delta }})\right\}}
Aquí {\displaystyle \Gamma _{D}[\cdot ]} és la funció gamma multivariant i {\displaystyle Tr({\boldsymbol {\Psi }})} és la traça de la matriu donada.